# Paragominas
Paragominas est une ville et municipalité de l'État du Pará au Brésil.